# Коле Марино (Л'Аквила)
Коле Марино (итал. Colle Marino) је насеље у Италији у округу Л'Аквила, региону Абруцо.
Према процени из 2011. у насељу је живело 47 становника. Насеље се налази на надморској висини од 800 м.